# Комиссия ООН по атомной энергии
Комиссия по атомной энергии Организации Объединенных Наций (UNAEC) была основана 24 января 1946 года на самой первой Генеральной Ассамблее Организации Объединенных Наций для решения проблем, возникших в связи с открытием и развитием атомной энергии.
Генеральная Ассамблея запросила Комиссию внести конкретные предложения: 
1. По расширению между всеми странами обмена базовой научной информацией в мирных целях;
2. По контролю над атомной энергией в той степени, в какой это необходимо для обеспечения ее использования только в мирных целях;
3. По исключению из национальных вооружений атомного оружия и всех других основных видов оружия, пригодных для массового уничтожения;
4. По механизму эффективных гарантий в виде инспекций и других средств контроля для защиты государств от опасностей связанных с нарушениями и невыполнениями установленных требований.

14 декабря 1946 года Генеральная Ассамблея приняла резолюцию о мерах по скорейшей подготовке Доклада Комиссией, а также его рассмотрению Советом Безопасности Организации Объединенных Наций. Совет Безопасности получил отчет 31 декабря 1946 года и 10 марта 1947 года принял резолюцию, признав, что любое согласие, выраженное членами СБ в отношении отдельных частей отчета, является предварительным, и запросил второй отчет. 4 ноября 1948 года Генеральная Ассамблея приняла резолюцию, в которой говорилось, что она рассмотрела первый, второй и третий Доклады Комиссии и, как показано в ее третьем Докладе, выразила глубокую озабоченность по факту достигнутого в этом вопросе тупика.
14 июня 1946 года представитель Соединенных Штатов в Комиссии Бернард Барух представил  одноименный план Баруха, согласно которому Соединённые Штаты (в то время единственное государство, обладающее атомным оружием) уничтожат свой атомный арсенал при условии, что ООН возьмёт на себя установление такого контроля над атомным развитием, который не будет попадать под вето Совета Безопасности ООН. Такие меры контроля позволили бы развивать  только мирное использование атомной энергии. План был принят Комиссией, но не одобрен Советским Союзом, который воздержался от предложения в Совете Безопасности. Дебаты по поводу плана продолжались вплоть до 1948 года, но уже к началу 1947 года стало ясно, что достижение такого соглашения маловероятно. 
Генеральная Ассамблея ООН официально распустила Комиссию по атомной энергии (UNAEC) в 1952 году, хотя Комиссия фактически бездействовала уже с июля 1949 года.